# Año bisiesto
Año bisiesto is een Mexicaanse film uit 2010.

## Verhaal
Laura is 25 en leeft alleen in haar appartement, waar ze amper buiten komt. Ze ontmoet veel mannen, maar heeft de ware nog niet tegengekomen, tot ze Arturo ontmoet. Ze krijgen een passionele relatie. Als het jaar vordert, telt Laura de dagen af tot februari. Ze heeft dan immers een groot geheim uit haar verleden te vertellen...

## Rolverdeling
- Mónica del Carmen als Laura
- Gustavo Sánchez Parra als Arturo